# Horní Heřmanice (Bernartice)
Horní Heřmanice (německy Ober Hermsdorf, Ober-Hermsdorf, Oberhermsdorf) jsou vesnice, která je částí obce Bernartice v okrese Jeseník. Rozkládají se především podél Heřmanického potoka; na severu stavebně navazují na obec Jasienica Górna v Polsku.

## Historie
Vesnice Horní Heřmanice se připomíná poprvé roku 1266, roku 1291 se nazývala Hermanni villa a roku 1305 se v ní zmiňuje zákupní (pozdější lenní rytířské) fojtství, kostel a 38 lánů. Jinak Horní Heřmanice patřily k panství vratislavských biskupů (roku 1305 v rámci panství Frýdberk (Žulová), roku 1470 k Vidnavě a nakonec k panství Jánský Vrch. Roku 1742, po první válce o dědictví rakouské však větší severní část vsi připadla Prusku (dnešní Jasienica Górna v Polsku) a ze zbytku vsi, který zůstal na území Rakouského Slezska, náležela významná část pozemků k dvoru patřícímu zmíněnému lennímu fojtství.
Prvním jmenovitě známým hornoheřmanickým fojtem (šoltysem) byl roku 1402 Mikuláš. Od počátku 15. století do roku 1591 bylo šoltézství rozděleno na dva díly kolem Dolního dvora (nyní v Polsku) a Horního dvora na území dnešních Horních Heřmanic. V uvedeném roce majitel Horního dvora Josef Mettel obě části opět sjednotil. Držitelé fojtského statku se často střídali, až jej roku 1819 získal Johann Görblich (Gerblich), v jehož rodině velkostatek zůstal do roku 1945. Gerblichové zde nechali původní skromnou obytnou budovu ležící naproti rozsáhlé hospodářské části dvora kolem roku 1835 přestavět na menší klasicistní zámek. Po roce 1945 se stal velkostatek majetkem Státního statku Jeseník, a to včetně památkově chráněného zámku, který byl v 80. letech 20. století zbořen. Po zavedení obecního zřízení roku 1850 byly Českému Slezsku zbylé Horní Heřmanice nejprve osadou Bílé Vody, od roku 1869 až dosud však jsou osadou resp. částí obce Bernartice.

## Obyvatelstvo
Počet obyvatel Horních Heřmanic podle sčítání nebo jiných úředních záznamů:
| Rok            | 1869 | 1880 | 1890 | 1900 | 1910 | 1921 | 1930 | 1950 | 1961 | 1970 | 1980 | 1991 | 2001 | 2011 | 2021 |
| -------------- | ---- | ---- | ---- | ---- | ---- | ---- | ---- | ---- | ---- | ---- | ---- | ---- | ---- | ---- | ---- |
| Počet obyvatel | 324  | 408  | 362  | 308  | 280  | 261  | 254  | 148  | 144  | 90   | 63   | 60   | 55   | 43   | 45   |
| Počet domů     | 46   | 53   | 57   | 53   | 53   | 53   | 49   | 35   | .    | 19   | 17   | 27   | 27   | 24   | 28   |

1. ↑  z toho: 10 Čechoslováků, 242 Němců; 250 řím. kat., 3 evang., 1 čsl.

V Horních Heřmanicích je evidováno 34 adres: 32 čísla popisná (trvalé objekty) a 2 čísla evidenční (dočasné či rekreační objekty). Při sčítání lidu roku 2001 zde bylo napočteno 27 domů, z toho 18 trvale obydlených.

## Školství
V Horních Heřmanicích (poblíž nádraží na západ od vlastní osady) se nachází komplex Střední odborné školy a středního odborného učiliště zemědělského, která navazuje na tradici první zemědělské školy v Rakouském Slezsku založené roku 1869. Škola mj. provozuje jezdecký klub (ranč).

## Pamětihodnosti
- Kaple sv. Jana Nepomuckého
- Pomník obětem 1. světové války. Žulový pomník, dílo sochaře Josefa Obetha z dvacátých let dvacátého století.
- Zámek (ruiny) s parkem, kulturní památka ČR.[14]

## Galerie

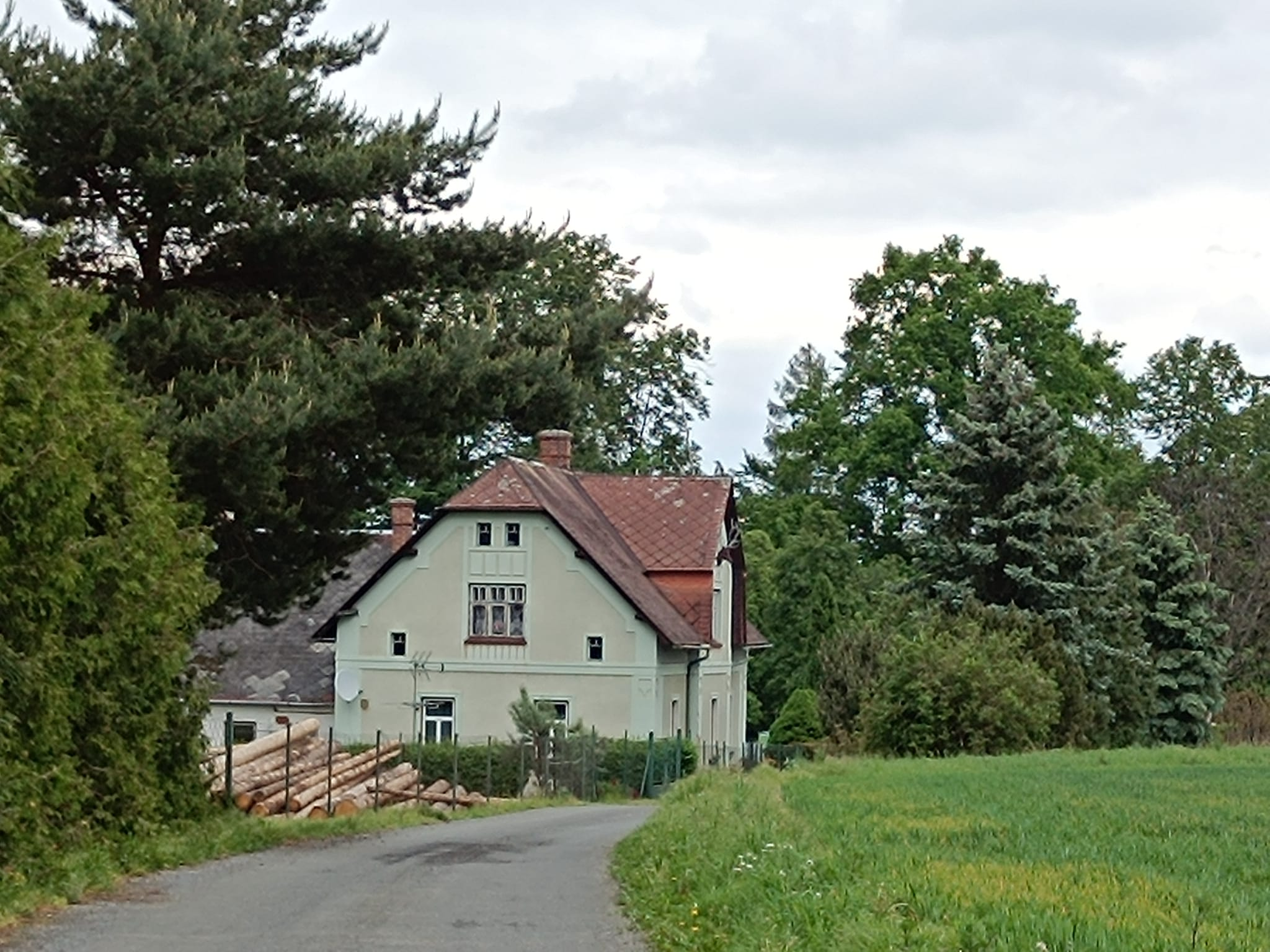
Část vsi u státní hranice
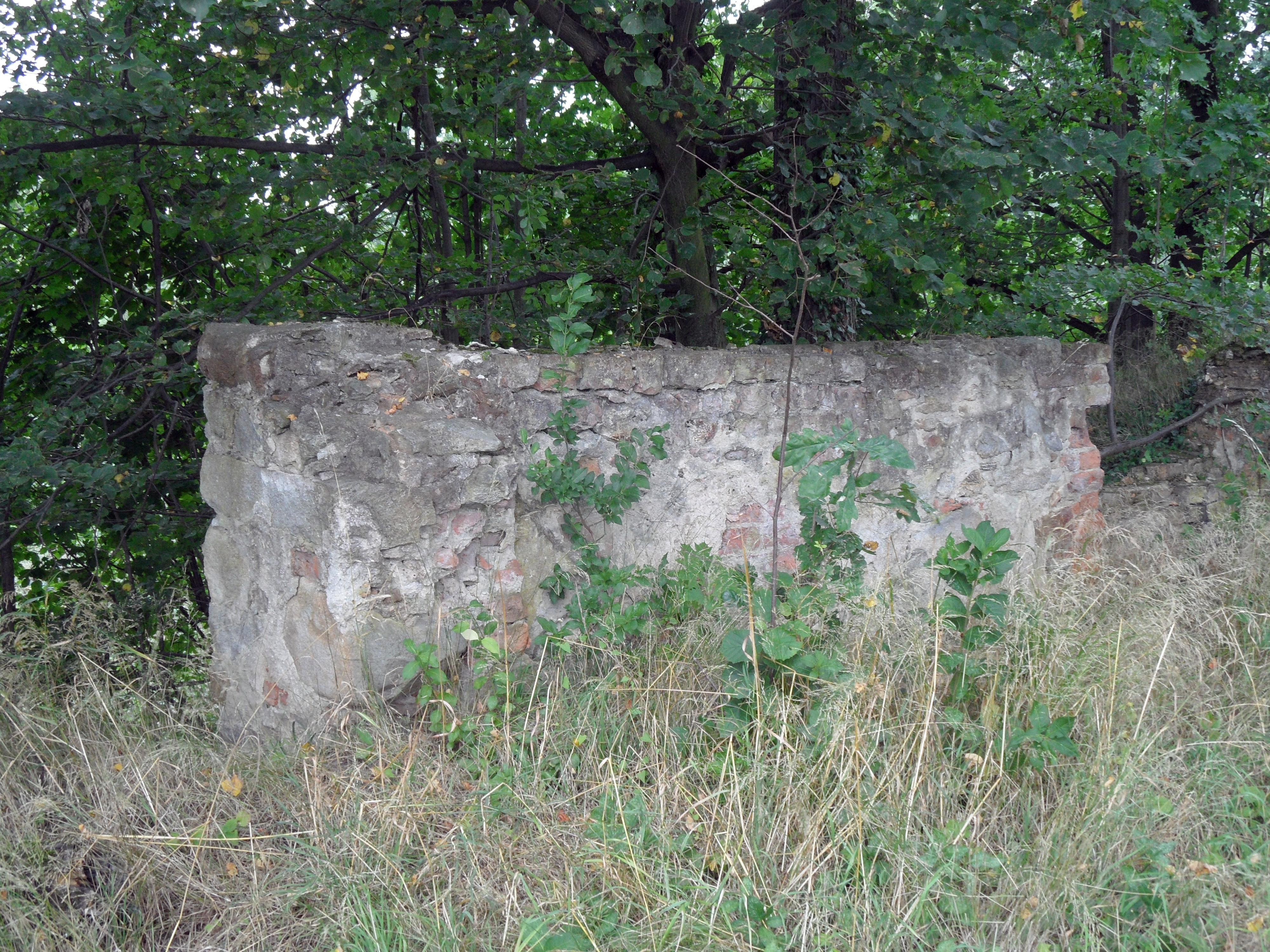
Zbytky zámku
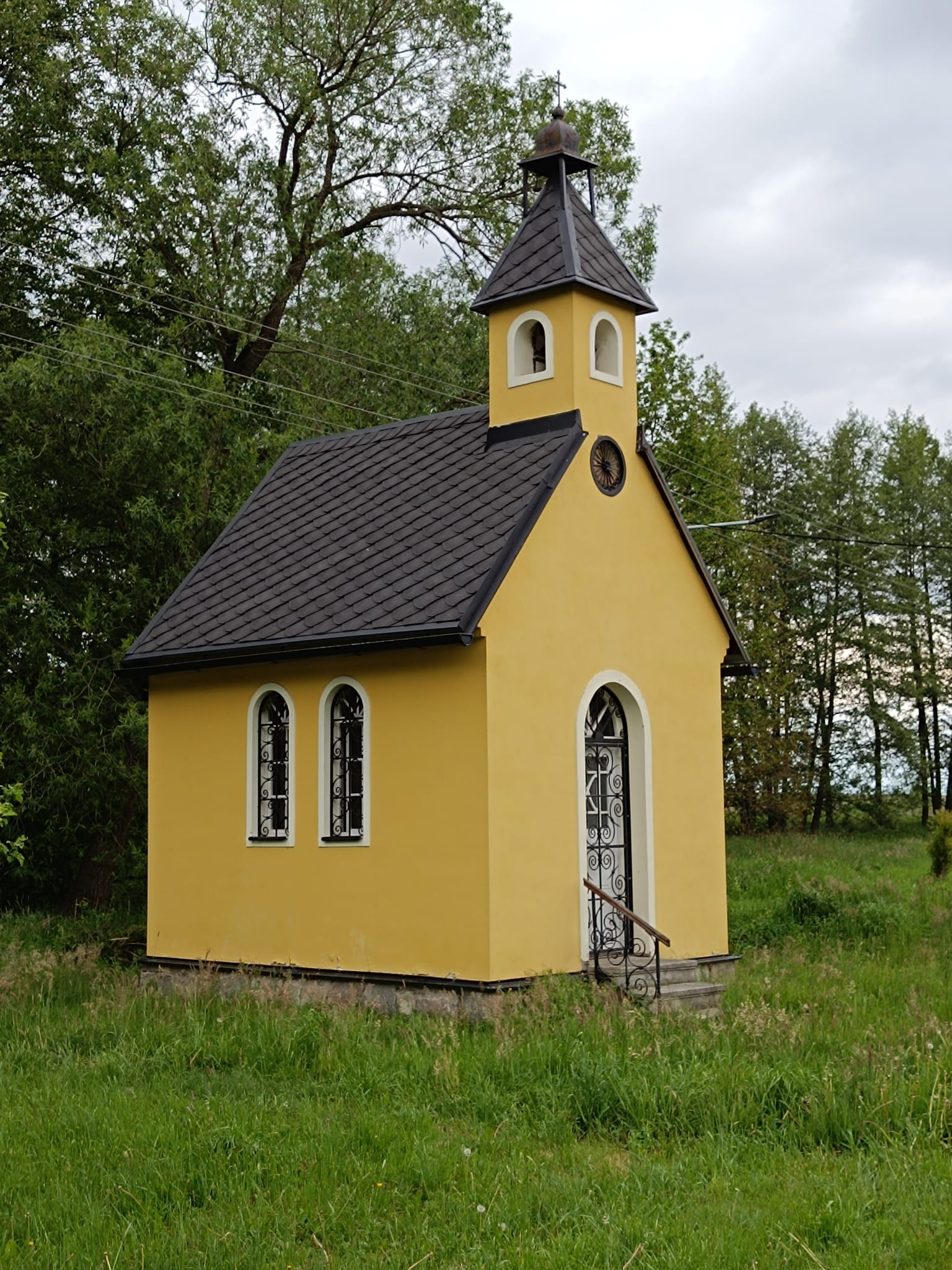
Kaple sv. Jana Nepomuckého
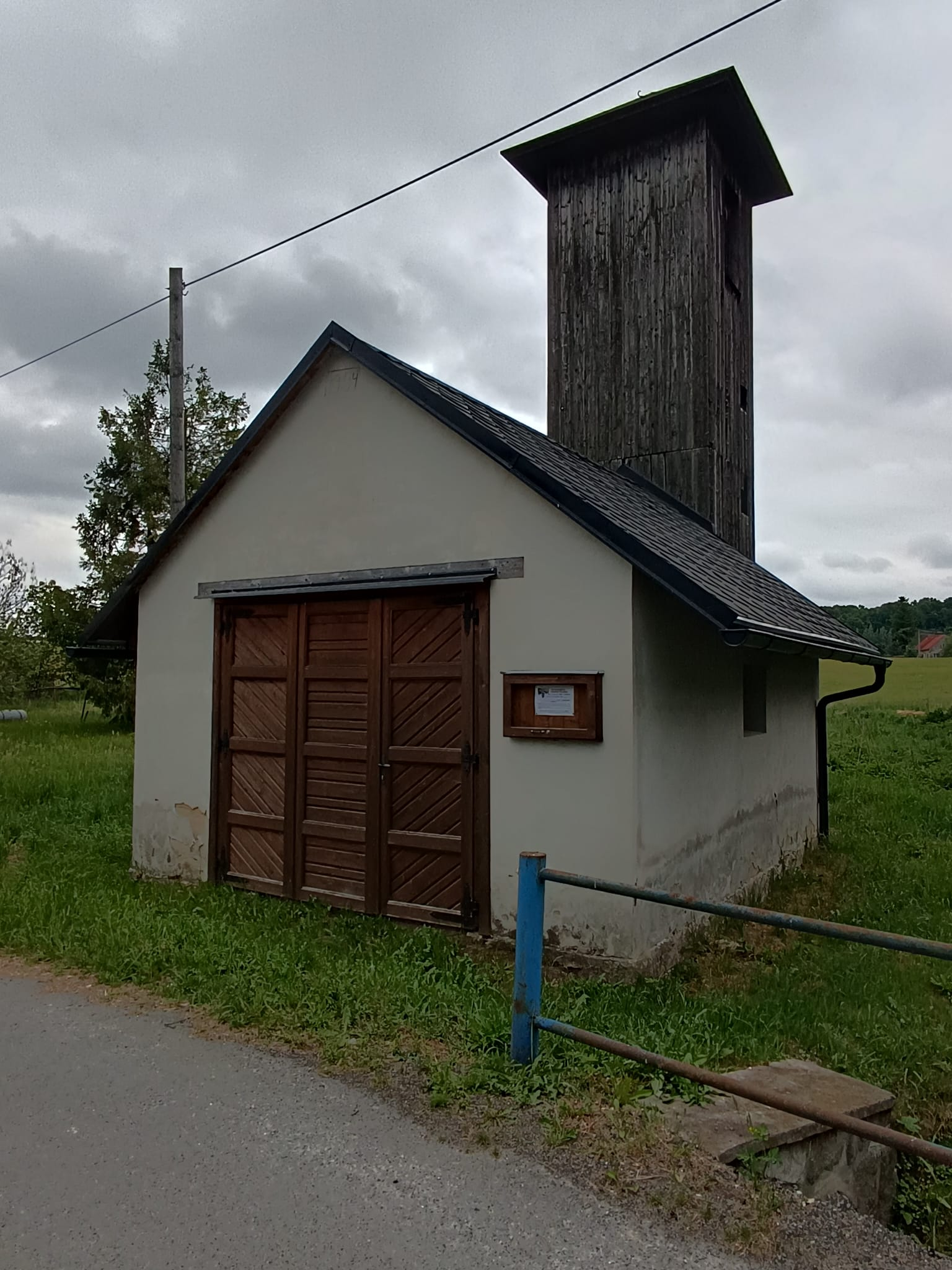
Hasičská zbrojnice
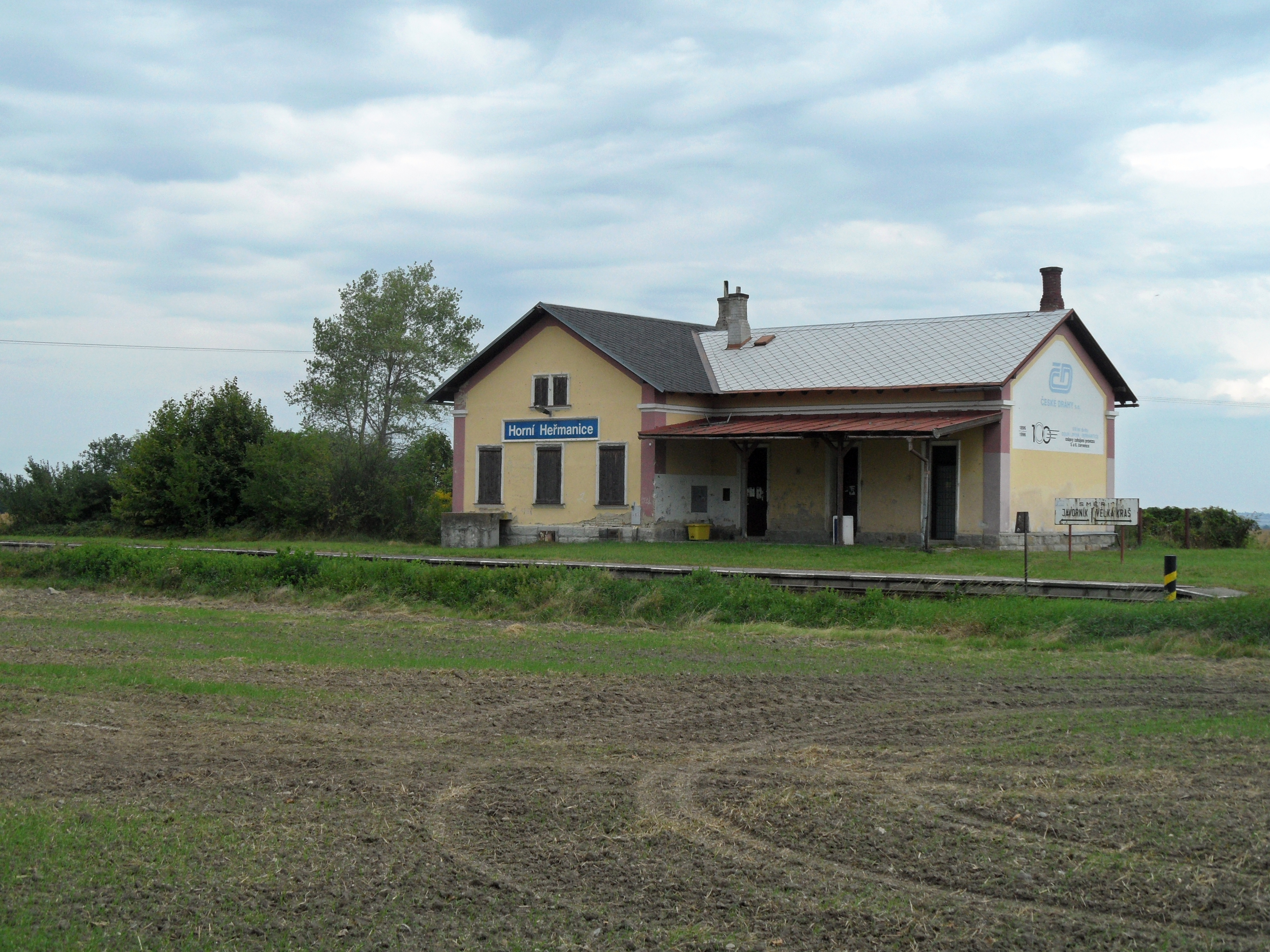
Železniční zastávka